# Józefów-Pociecha
Józefów-Pociecha – wieś w Polsce położona w województwie lubelskim, w powiecie lubelskim, w gminie Jastków.
Wieś stanowi sołectwo gminy Jastków. Według Narodowego Spisu Powszechnego z roku 2011 wieś liczyła 227 mieszkańców.
Wierni Kościoła rzymskokatolickiego należą do parafii Najświętszej Maryi Panny Królowej Polski w Jastkowie.

## Historia
Wieś Pociecha powstała w 1859 roku. Obecnie została połączona z sąsiednią wioską i jej pełna nazwa brzmi Józefów – Pociecha. W latach 1975–1998 miejscowość administracyjnie należała do województwa lubelskiego.